# Metod Kumelj
Metod Kumelj, slovenski specialni pedagog in urednik, *26. julij 1900, † 9. november 1947.
Že pred drugo svetovno vojno je sodeloval pri Rdečem križu Slovenije, zato  je so ga septembra 1944 aretirali nemški okupatorji in ga poslali v KZ Dachau. 
Maja 1947 so ga komunistične oblasti aretirale in obsodile na t. i. Nagodetovem procesu na 14 let zapora s prisilnim delom; uradno je tri mesece po obsodbi naredil samomor, domneva pa se, da je umrl zaradi mučenja.